# جون وارك
جون وارك (بالإنجليزية: John Wark)‏ ، من مواليد 4 أغسطس 1957 في غلاسغو في إسكتلندا ، لاعب كرة قدم إسكتلندي سابق.
لعب مع منتخب إسكتلندا لكرة القدم.

## مسيرته الكروية
لعب جون وارك خلال مسيرته الاحترافية مع 3 أندية في أربعة وعشرون موسمًا وسجل خلالها 165 هدف ضمن 634 مباراة. حيث فاز في موسمين بالكأس وفي ثلاثة مواسم بالدوري.
خاض جون وارك مسيرته مع نادي إيبسويتش تاون في موسم 1974–75 في المرة الأولى ليلعب معه أربعة مواسم ثم في موسم 1988–89 ليلعب معه ثمانية مواسم ثم في موسم 1991–92 ليلعب معه ستة مواسم، مشاركًا طوالها في 532 مباراة سجل خلالها 135 هدف. ثم انتقل إلى نادي ليفربول في موسم 1983–84 ليلعب معه خمسة مواسم، حيث شارك في 70 مباراة سجل خلالها 28 هدفًا. لينتقل بعدها إلى نادي ميدلزبره في موسم 1990–91 لمدة موسم واحد، مشاركًا في 32 مباراة سجل خلالها هدفين.

## روابط خارجية
- جون وارك على موقع IMDb (الإنجليزية)
- جون وارك على موقع الاتحاد الدولي (مؤرشف)  (الإنجليزية)
- جون وارك على موقع الاتحاد الأوربي (الإنجليزية)
- جون وارك على موقع الاتحاد الإسكتلندي (الإنجليزية)
- جون وارك على موقع قاعدة بيانات كرة القدم.إي يو (الإنجليزية)
- جون وارك على موقع ناشيونال فوتبول تيمز (الإنجليزية)
- جون وارك على موقع عالم كرة القدم.نت (الإنجليزية)